# HBO Max
Pour les articles homonymes, voir Max.
HBO Max, parfois nommé Max dans certains pays, est un service de vidéo à la demande de divertissement payant lancé le 27 mai 2020  aux États-Unis, commercialisé par Warner Bros. Discovery, conglomérat américain composé par 71 % de AT&T et 29 % de Discovery, Inc., disponible depuis mai 2020 aux États-Unis puis à partir de 2024 et 2025 dans plusieurs pays européens. La plateforme commercialise des contenus issus de Warner Bros., Discovery, HBO, CNN, Cartoon Network, Adult Swim, Animal Planet, TBS, TNT et les chaînes Eurosport.
Depuis la fusion de WarnerMedia avec Discovery, Inc. pour former Warner Bros. Discovery en avril 2022, HBO Max est l'un des deux services de diffusion en continu de la société, l'autre étant Discovery+. 
Introduit aux États-Unis le 23 mai 2023, WBD remplace HBO Max par un nouveau service, abrégeant son titre en « Max », en Amérique latine le 27 février 2024 et en Europe le 21 mai 2024. La nouvelle marque est également lancée aux Pays-Bas, en Pologne, en France, à Monaco et en Belgique, le 11 juin 2024. En Allemagne, en Italie et au Royaume-Uni, la nouvelle marque est adoptée en 2025. En Belgique et aux Pays-Bas, le nom « HBO Max » est conservé avec un nouveau logo. 
Le 14 mai 2025, Warner Bros. Discovery annonce que la dénomination de la plateforme est modifiée afin de revenir à son ancien nom HBO Max, pour l'été 2025. Le 9 juillet 2025, HBO Max est officiellement exploité de nouveau au plan international.

## Histoire

### Lancement sous le nom HBO Max
Le 10 octobre 2018, WarnerMedia annonce le lancement à la fin 2019 d'un service de diffusion en continu over-the-top comprenant des contenus de ses marques de divertissement. Le plan initial du service prévoyait trois niveaux avec un lancement tardif en 2019. Le président et PDG d’AT&T, maison mère de WarnerMedia, Randall L. Stephenson, indique à la mi-mai 2019 qu'il utiliserait la marque HBO et relierait les câblo-opérateurs, car les abonnés du câble HBO auraient accès au service de streaming. Une bêta était prévue au quatrième trimestre de 2019 et son lancement complet au premier trimestre de 2020 à cette époque,.
En mai 2019, Otter Media est transféré de Warner Bros. à WarnerMedia pour prendre en charge le service de diffusion en continu. Brad Bentley, vice-président exécutif et directeur général de la division développement direct auprès des consommateurs, a quitté le poste après six mois. Andy Forssell a quitté ses fonctions de vice-président exécutif et directeur général pour remplacer Bentley en qualité de vice-président exécutif et directeur général, tout en rendant compte au directeur général d’Otter, Tony Goncalves, qui dirigeait le développement,. Le 9 juillet 2019, WarnerMedia annonce que le service serait connu comme HBO Max et serait lancé au printemps 2020. Il a également été annoncé que Friends partira du service de streaming rival Netflix pour le lancement et que Reese Witherspoon (Hello Sunshine) et Greg Berlanti ont signé des contrats de production pour le service,. Le 29 octobre 2019, il est annoncé que HBO Max serait officiellement lancé en mai 2020. Les abonnés existants de HBO auront automatiquement accès à HBO Max dès son lancement, sans frais supplémentaires (les deux services partagent le même prix), tandis que la transition des clients abonnés à HBO Now via des tiers, tels que Apple TV et Roku, est toujours sujette à négociation et les clients ont été invités à attendre des informations complémentaires. Les abonnés HBO existants des fournisseurs de télévision appartenant à AT&T (y compris DirecTV) recevront également le service au lancement, bien que l’on ne sache pas s’il s’agit uniquement d’une offre promotionnelle,.
Le 12 mars 2021, AT&T annonce son intention de lancer le service dans soixante nouveaux pays, dont 21 européens, du monde en 2021. Le 26 octobre 2021, la Suède, le Danemark, la Norvège, la Finlande, l'Espagne et Andorre ont accès à HBO Max. En 2022, HBO Max projette de s'étendre en Europe centrale et orientale.

### Renommage en Max
Le 14 mars 2022, après que les actionnaires de Discovery approuvent sa fusion avec WarnerMedia, le directeur financier de Discovery, Gunnar Wiedenfels, déclare que la société envisageait de fusionner HBO Max avec son propre service de diffusion en continu, Discovery+. Wiedenfels a déclaré que ce processus commencerait très probablement par un regroupement des deux services comme option à court terme, l'objectif à long terme étant de fusionner les services en une seule plateforme.
En juillet 2022, dans le cadre d'une réduction des coûts et d'une démarche stratégique faisant suite à la fusion de Discovery, Inc. et de WarnerMedia pour former Warner Bros. Discovery (WBD), il est signalé que HBO Max avait cessé de développer de nouvelles séries originales en Europe centrale, en Europe nordique, aux Pays-Bas et en Turquie, et qu'elle avait retiré certaines séries internationales de la plateforme dans le monde entier. La France et l'Espagne auraient été largement exclues de ces réductions, en raison de la réglementation française qui impose aux services de diffusion en continu de produire du contenu national, et du fait que le contenu en langue espagnole intéresse un large éventail de marchés desservis par HBO Max,. Avec l'annulation de Gordita Chronicles plus tard dans le mois, il est signalé que le service abandonnait également le développement de programmes en direct pour les enfants et la famille.
Le 3 août 2022, il est rapporté que plusieurs films Max Original et séries HBO avaient été discrètement retirés du service sans préavis dans le cadre de la réduction du nombre de films diffusés directement en streaming. Le service a ensuite radié les films et les séries qui n'avaient pas obtenu de bons résultats. On a également pensé[style à revoir] que le fait d'éviter le paiement des droits résiduels avait joué un rôle. Cela fait suite à l'annonce, la veille, que les films Max Original à venir, Batgirl et Scoob! Holiday Haunt avaient tous deux été brusquement annulés, alors qu'ils étaient presque terminés. Lors d'une conférence téléphonique sur les résultats le lendemain, le PDG de WBD, David Zaslav, déclare que la société réduirait les programmes pour enfants et privilégierait les films en salle par rapport aux films en diffusion directe sur Max qui ne sont pas rentabilisables,.
Plus tard dans le mois, d'autres programmes ont été retirés du service de streaming, notamment des séries animées et non scénarisées telles que The Not-Too-Late Show with Elmo, Final Space, La Ligue des justiciers : Nouvelle Génération, La Colo magique, Infinity Train, Close Enough et près de 200 épisodes de Sesame Street, entre autres,, ce qui a suscité de vives réactions de la part des fans, des critiques, des acteurs et des créateurs,,. Le 24 août 2022, les films originaux de HBO Max House Party (qui est retiré de la grille seulement 17 jours avant sa sortie) et Evil Dead Rise ont tous deux été transférés vers des sorties en salle. WBD conclut ensuite des accords de licence avec les services de télévision en continu gratuits (FAST) The Roku Channel et Tubi (appartenant à Fox Corporation) en 2023 ; l'accord couvre plus de 2 000 heures de programmation de la bibliothèque, dont certaines sont des émissions qui sont retirées de HBO Max.
Lors d'une conférence téléphonique sur les résultats en août 2022, JB Perrette, chef de la division Global Streaming and Interactive de WBD, a révélé que Discovery+ et HBO Max fusionneraient « l'été prochain », le service unifié étant d'abord lancé aux États-Unis, puis déployé sur d'autres marchés à partir de la fin de 2023. Lors de l'annonce du service fusionné, Zaslav n'a pas immédiatement indiqué s'il continuerait à porter la marque HBO. Il a déclaré que HBO était l'un des « grands joyaux de la couronne de la société » et serait « toujours le phare et la marque ultime qui représente le meilleur de la qualité télévisuelle ». Début décembre 2022, CNBC a rapporté, par l'intermédiaire de sources internes, que plusieurs noms étaient envisagés, dont simplement « Max ».
Au cours de son rapport sur les résultats du troisième trimestre en novembre 2022, WBD a déclaré que le service fusionné visait désormais un lancement aux États-Unis au printemps 2023, en avance sur le calendrier initial. Perrette a également fait état d'une augmentation potentielle du prix du volet sans publicité de HBO Max en 2023, expliquant qu'il s'agissait d'une « opportunité, en particulier dans cet environnement ». Une augmentation du prix du volet sans publicité aux États-Unis a été annoncée plus tard, le 12 janvier 2023, qui a vu le prix augmenter de 1 $ pour atteindre 15,99 $ par mois (le plan annuel ne serait pas affecté par cette décision), avec effet immédiat pour les nouveaux abonnés, tandis que les abonnés actuels verraient la hausse des prix à partir du 11 février 2023.
En février 2023, Zaslav révèle lors d'une conférence téléphonique sur les résultats que WBD annoncerait officiellement le service le 12 avril. Il annonce également que WBD continuerait à exploiter Discovery+ en même temps que le service plutôt que de le fermer, déclarant qu'il était rentable et que ses abonnés étaient « très satisfaits de l'offre de produits ».
Le12 avril 2023, Warner Bros. Discovery annonce que la plateforme HBO Max intègrera le contenu de Discovery+ et sera relancé sous le nom de Max pour un lancement le 23 mai 2023 aux États-Unis. Ce relancement sera effectué progressivement dans tous les territoires où HBO Max est déjà disponible, tandis que les territoires où ce dernier n'était pas disponible, tels que la France ou le Royaume-Uni, recevront directement le nouveau service. Bien que le nouveau service maintienne des prix similaires à ceux de HBO Max, la prise en charge de la résolution vidéo 4K et du Dolby Atmos est devenue exclusive au nouveau niveau « Ultimate », et le plan sans publicité a également été réduit de quatre flux simultanés à deux. En plus de toutes les sorties de Warner Bros. Pictures à partir de 2023, WBD prévoit d'avoir plus de films de bibliothèque et de séries télévisées disponibles sur Max en 4K,.
Perrette explique que la marque HBO avait été retirée du nom du service afin que celui-ci puisse être associé à sa programmation originale en tant que marque phare sur Max, plutôt que de devoir être associé à l'ensemble de sa bibliothèque - qui comprenait des programmes pour enfants et pour la famille, ce qui allait à l'encontre du fait que HBO était traditionnellement associée à des programmes haut de gamme et destinés aux adultes. Le logo de Max a été conçu par l'agence britannique DixonBaxi et intègre des éléments des logos de HBO et de Warner Bros., notamment un « a » central ressemblant au « O » central du logo de HBO, et les lettres « m » et « x » contenant des courbes basées sur le logo du bouclier de Warner Bros. de longue date. Le service a également changé sa couleur d'entreprise, passant du violet au bleu, en hommage à l'utilisation historique de logos bleus par Warner Bros.,.
La nouvelle marque est promue avec le slogan « The one to watch »,. Pato Spagnoletto, directeur marketing de Warner Bros. Discovery Streaming, identifie la campagne comme la plus grande dépense de marketing dans l'histoire de l'entreprise,. L'action de WBD a chuté de près de six pour cent après l'annonce de Max. Au cours des trois premiers mois suivant le changement de marque de Max, WBD perd 1,8 million d'abonnés sur l'ensemble de ses plateformes de diffusion en continu, mais attribue cette perte à un chevauchement des abonnés de Max et de Discovery+, ainsi qu'au taux de désabonnement prévu. En novembre 2023, il est signalé que WBD avait perdu 2,5 millions d'abonnés sur une période de six mois, ce qui entraîne une chute de 19 % de ses actions.
Le 21 mars 2024, une nouvelle annonce dévoile que la plateforme Max sera lancé en Europe à partir du 21 mai 2024 pour la plupart des pays où HBO Max était disponible. Pour la France et la Belgique, la date précise de lancement n'est pas communiquée lors de cette annonce, cependant elle est prévue avant le début des Jeux olympiques d'été de 2024 que la chaîne Eurosport diffuse en intégralité,,. Max est disponible en France et en Belgique francophone (en lancement doux) depuis le 11 juin 2024, et en Belgique nationalement le 1er juillet 2024,,. En Belgique et aux Pays-Bas, la plateforme conserve le nom de HBO Max à cause d’un conflit de marque déposée avec le diffuseur public néerlandais Omroep MAX.
En mai 2024, WBD annonce un partenariat avec Disney pour offrir un bouquet de Max couplé avec ses concurrents Disney+ et Hulu aux États-Unis, Il a été lancé le 25 juillet 2024, au prix de 16,99 $ par mois avec publicités, et 29,99 $ par mois sans publiciités,.

### Retour du nom HBO Max
Le 14 mai 2025, il est annoncé que le service reprendra son ancien nom HBO Max pendant l'été. L'objectif est de rompre avec l'ancienne stratégie de confrontation avec Netflix et Prime Video, et de jouer de nouveau sur la popularité de la marque "HBO", en produisant les programmes en moins grand nombre, mais avec une meilleure qualité (au budget, à l'écriture, à la mise en scène).

## Contenu
HBO Max présente une programmation originale produite pour le service et tire son contenu du service premium HBO du même nom, ainsi que d'autres sociétés de Warner Bros. Discovery, notamment Warner Bros., Discovery, DC Entertainment, New Line Cinema, Castle Rock Entertainment, The Wolper Organisation, The CW Television Network, CNN International, Turner Sports, TruTV, TBS, TNT, Rooster Teeth, Cartoon Network, Adult Swim, Boomerang, Hanna-Barbera Productions, Turner Classic Movies et Turner Entertainment (qui contrôle les droits de Brut Productions et de la bibliothèque Metro-Goldwyn-Mayer antérieure à mai 1986).
Comme pour les plateformes de diffusion en continu existantes de HBO, HBO Go et HBO Now, HBO Max ne devrait pas inclure de flux des chaînes de programmation linéaires de HBO. Avec le début de la saison télévisée 2019-2020, les séries The CW produites par Warner Bros. Television qui débuteront cette saison verront leurs saisons placées sur HBO Max un mois avant les premières de la saison. Hello Sunshine, société de Reese Witherspoon, et Greg Berlanti, signent un contrat de production pour quatre premiers films du genre jeune adulte soit deux films, respectivement,.
Le président et PDG d'AT&T, Randall L. Stephenson, n'exclut pas l'ajout futur de contenu en direct de Turner Sports (comme la NBA sur TNT, la Ligue majeure de baseball sur TBS et la National Collegiate Athletic Association). Le 29 octobre 2019, il est confirmé que les nouvelles et les programmes sportifs seront incorporés à compter de 2021.
Le 1er août 2019, HBO Max annonce l'acquisition des droits de bibliothèque de plusieurs séries BBC, dont les onze premières saisons de Doctor Who, ainsi que les saisons douze à quatorze, Honourable Woman, Luther, Top Gear, et la version britannique de The Office. HBO Max diffusera également les futures saisons de Doctor Who après leur première diffusion sur BBC America. Le 17 septembre 2019, HBO Max acquiert les droits de diffusion en continu de The Big Bang Theory aux États-Unis, dans le cadre d'un accord qui étend les droits hors réseau de TBS sur la série jusqu'en 2028. Le 17 octobre 2019, il est annoncé que HBO Max avait acquis les droits de diffusion exclusifs américains de la bibliothèque du studio d'animation japonais Studio Ghibli, via son distributeur nord-américain GKIDS. Pour la première fois, les films du studio seront proposés sur une plate-forme de streaming. Le cofondateur du studio, Hayao Miyazaki, avait historiquement hésité à proposer ses films par le biais de ces services, soulignant sa préférence pour une expérience théâtrale traditionnelle. Le 29 octobre 2019, HBO Max revendique les droits exclusifs nationaux de diffusion en flux de South Park et des trois saisons suivantes dans le cadre d'un contrat partagé avec Viacom. Le même jour, il a été confirmé que les trois saisons de Rick et Morty seront disponibles sur HBO Max. Il est confirmé sur le compte Twitter de HBO Max que des émissions telles que Aqua Teen Hunger Force, Robot Chicken, Space Ghost Coast to Coast, Samouraï Jack, The Bachelor, Impratica Jokers, The OC, The West Wing, The History of Comedy, The Movies, This Is Life with Lisa Ling, United Shades of America et Anthony Bourdain: Parts Unknown seront disponibles, ainsi que des films tels que Casablanca, Citizen Kane, The Shining, A Star Is Born, Singin' in the Rain, Le Magicien d'Oz et 2001, l'Odyssée de l'espace.
Avec le renommage en HBO Max, la plateforme inclut une sélection de contenu de Discovery et du service sœur Discovery+.
HBO Max diffuse également des podcasts sur les films et les séries télévisées.

## Programmes originaux

### Séries télévisées
- Love Life (2020-2021)
- Search Party (saisons 3-5, 2020-2022)
- Raised by Wolves (2020-2022)
- Doom Patrol (saisons 2-4, 2020-2023)
- The Flight Attendant (2020-2022)
- Generation (2021)
- Made for Love (2021-2022)
- The Thaw (2021)
- That Damn Michael Che (2021-2022)
- Hacks (depuis 2021)
- Gossip Girl (2021-2023)
- Titans (saisons 3-4, 2021-2023)
- The Other Two (saisons 2-3, 2021-23)
- Head of the Class (2021)
- Todo lo otro (2021)
- The Sex Lives of College Girls (depuis 2021)
- South Side (saisons 2-3, 2021-2022)
- And Just Like That... (depuis 2021)
- Station Eleven (2021-2022)
- Peacemaker (depuis 2022)
- Our Flag Means Death (2022-2023)
- DMZ (2022)
- Minx (saison 1, 2022)
- Julia (2022-2023)
- The Informant (2022)
- Tokyo Vice (2022-2024)
- The Garcias (2022)
- The Staircase (2022)
- Gordita Chronicles (2022)
- Rap Sh!t (2022-2023)
- Pretty Little Liars (depuis 2022)
- Pennyworth (saison 3, 2022)
- ¡García! (2022)
- Bring Back Alice (2023)
- Love and Death (2023)
- Warrior (saison 3, 2023)
- Full Circle (2023)
- My Magic Closet (Além do Guarda-Roupa) (depuis 2023)
- Bookie (depuis 2023)
- The Girls on the Bus (2024)
- Dune: Prophecy (2024)
- The Big Bang Theory[Quand ?]
- The Penguin[Quand ?]

Prochainement
- Duster (2025)
- The Last of Us (saison 2)[Quand ?]

### Séries d'animation
- La Colo magique (Summer Camp Island) (saisons 2-5, 2020-2021)
- Looney Tunes Cartoons (2020-2024)
- Adventure Time : Le pays magique (Adventure Time: Distant Lands) (2020-2021)
- Esmé & Roy (Esme & Roy) (saison 2, 2020)
- Close Enough (2020-2022)
- Tig n' Seek (2020-2022)
- Les Fungies (The Fungies!) (2020-2021)
- Infinity Train (saisons 3-4 / 2020-2021)
- Tom and Jerry Special Shorts (en) (2021)
- Tom et Jerry à New York (Tom and Jerry in New York) (2021)
- The Prince (2021)
- Jellystone! (depuis 2021)
- Little Ellen (en) (2021-2022)
- Ten Year Old Tom (en) (2020-2023)
- Yabba Dabba Dinosaures! (2021-2022)
- Scooby-Doo et Compagnie (Scooby-Doo and Guess Who?) (saison 2, épisodes 16-26, 2021)
- Aquaman: King of Atlantis (en) (2021)
- La Ligue des justiciers : Nouvelle Génération (Young Justice) (saison 4, 2021-2022)
- Gen:Lock (en) (saison 2, 2021)
- Santa Inc. (2021)
- Harley Quinn (depuis saison 3, depuis 2022)
- Véra (depuis 2023)
- Fired on Mars (en) (2023)
- Gremlins (depuis 2023)
- Clone High (depuis saison 2, depuis 2023)
- Adventure Time: Fionna and Cake (depuis 2023)
- Young Love (depuis 2023)
- Scavengers Reign (2023)
- Bea's Block (depuis 2024)
- Hop[Laquelle ?] (depuis 2024)

Prochainement
- Creature Commandos
- Kite Man: Hell Yeah!

### Films
- 2001, l'Odyssée de l'espace (1968)
- Harry Potter (films) (2001-2011)
- American Pickle (2020)
- Unpregnant (2020)
- harm City Kings (en) (2020)
- Sacrées Sorcières (The Witches) (2020)
- Superintelligence (2020)
- La Grande Traversée (Let Them All Talk) (2020)
- Locked Down (2021)
- Zack Snyder's Justice League (2021)
- No Sudden Move (2021)
- Un Noël en 8 bits (8-Bit Christmas) (2021)
- The Fallout (2022)
- KIMI (2022)
- Moonshot (en) (2022)
- Father of the Bride (2022)
- Mamá para rato (en) (2022)
- Une histoire de Noël à Noël (A Christmas Story Christmas) (2022)
- Harmony à Noël (Holiday Harmony) (2022)
- Un Mystère à Noël (A Christmas Mystery) (2022)
- Noël à Hollywood (A Hollywood Christmas) (2022)
- Navidad en vivo (2022)
- Land of Gold (2023)
- Gray Matter (2023)
- Turtles All the Way Down (2024)
- Am I OK? (2024)

## Identité graphique

Logo de pré-lancement.
Logo du 27 mai 2020 au 23 mai 2023 aux États-Unis, et jusqu’en 2024 dans le reste du monde.
Logo de Max du 23 mai 2023 au 30 mars 2025 aux États-Unis, et du 2024 au 30 mars 2025 dans le reste du monde.
Logo de Max depuis le 30 mars 2025.
Logo de HBO Max au Benelux du 11 juin 2024 au 30 mars 2025.
Logo de HBO Max au Benelux depuis le 30 mars 2025.
Futur logo de HBO Max à partir de l'été 2025.

## Distribution

### Édition internationale
Des versions localisées de HBO Max devraient être lancées en 2020 en Amérique latine et en 2021 dans les régions d'Europe où HBO exploite déjà directement des services premium ou over-the-top. Dans d’autres pays, WarnerMedia annonce son intention de continuer à travailler avec les partenaires de licence existants de HBO pour le moment.
Au Canada, le partenaire existant de HBO, Bell Média, annonce un partenariat élargi avec WarnerMedia pour les droits de la programmation scénarisée commandée par HBO Max produite par Warner Bros. et ses filiales. Tous les programmes couverts par l’entente seront disponibles sur les services de télévision payante Crave et Super Écran de Bell, qui offrent déjà la plupart des productions originales de HBO au Canada ; Bell a également la possibilité de diffuser certaines émissions sur ses canaux de marque CTV. L'accord n'inclut pas automatiquement les droits sur les séries HBO Max produites par des tiers, ni les droits de diffusion en continu des bibliothèques pour les émissions qui n'ont pas encore été réalisées par Crave. Par exemple, Netflix conservera les droits de diffusion canadiens de Friends. HBO avait précédemment confirmé qu’il n’était « pas prévu de lancer HBO Max directement au Canada »,.
Dans la plupart des marchés européens où opère le fournisseur de télévision par satellite Sky, y compris au Royaume-Uni, en Allemagne et en Italie, ce dernier continuera de signer un contrat de sortie pour la programmation du service principal HBO (principalement sur Sky Atlantic) jusqu'à au moins 2024, ainsi que des droits étendus pour diverses émissions de Warner Bros. et des anciennes chaînes Turner. Le dernier renouvellement de Sky inclut une clause de coproduction entre HBO Max et Sky Studios, mais aucune confirmation spécifique n'est donnée concernant les droits de diffusion d'autres programmes originaux de HBO Max.
En France, le catalogue d'HBO Max est d'abord partiellement diffusé sur les chaînes Warner TV et OCS jusqu'à la fin du partenariat du groupe avec Warner Bros. Discovery France en 2023. Le catalogue de séries d'animation est également partiellement diffusé sur les chaînes TV du groupe, telles que Cartoon Network ou Toonami. Le 13 mars 2023, Warner Bros. France annonce un partenariat avec Amazon afin de proposer son catalogue (incluant celui d'HBO Max) sur Prime Video au Pass Warner, dont les abonnés ont été transférés vers l’offre standard de Max à son lancement en France le 11 juin 2024.